# Вотсон Тауншип (округ Лайкомінг, Пенсільванія)
Вотсон Тауншип (англ. Watson Township) — селище (англ. township) в США, в окрузі Лайкомінг штату Пенсільванія. Населення — 534 особи (2020).

## Демографія
Згідно з переписом 2010 року, у селищі мешкало 537 осіб у 219 домогосподарствах у складі 155 родин. Було 303 помешкання
Расовий склад населення:
| - 99,3 % — білих |

До двох чи більше рас належало 0,7 %. Частка іспаномовних становила 0,4 % від усіх жителів.
За віковим діапазоном населення розподілялося таким чином: 19,7 % — особи молодші 18 років, 63,4 % — особи у віці 18—64 років, 16,9 % — особи у віці 65 років та старші. Медіана віку мешканця становила 47,2 року. На 100 осіб жіночої статі у селищі припадало 111,4 чоловіків;  на 100 жінок у віці від 18 років та старших — 110,2 чоловіків також старших 18 років.
Середній дохід на одне домашнє господарство  становив 74 333 долари США (медіана — 62 708), а середній дохід на одну сім'ю — 82 288 доларів (медіана — 72 250). Медіана доходів становила 53 281 долар для чоловіків та 33 750 доларів для жінок. За межею бідності перебувало 3,8 % осіб, у тому числі 1,8 % дітей у віці до 18 років та 0,0 % осіб у віці 65 років та старших.
Цивільне працевлаштоване населення становило 285 осіб. Основні галузі зайнятості: освіта, охорона здоров'я та соціальна допомога — 27,0 %, виробництво — 19,3 %, будівництво — 11,9 %, роздрібна торгівля — 8,4 %.